# Такэда Кацуёри

Такэда Кацуёри (яп. 武田 勝頼, 1546 — 3 апреля 1582) — самурайский полководец средневековой Японии периода Сэнгоку. Сын Такэды Сингэна. 20-й глава рода Такэда и правитель провинции Каи (совр. префектура Яманаси).
Кацуёри стал фактическим наследником рода Такэда после смерти Такэды Ёсинобу, своего старшего брата. Его отец, Такэда Сингэн, не хотел видеть Кацуёри следующим главой рода и назначил Такэду Нобукацу, собственного внука, будущим руководителем. Однако Кацуёри сосредоточил все рычаги власти в своих руках, выполняя функции регента при Нобукацу.
После смерти Сингэна, Кацуёри продолжил завоевательную политику отца. В 1574 году он захватил труднодоступный замок Такатэндзин, а в 1575 году вторгся вглубь территории провинции Микава, центральных владений Токугавы Иэясу. Однако агрессивная политика Кацуёри потерпела крах в битве при Нагасино, в которой войска рода Такэда были наголову разбиты союзными силами Токугавы и Оды Нобунаги. В 1582 году эти союзники напали на владения Кацуёри и уничтожили его оставшееся войско. Оказавшись в совершенно безнадёжной ситуации, глава рода Такэда и члены его семьи по самурайской традиции совершили сэппуку. У Кацуёри было два сына: Нобукацу и Кацутика.